# Siegfried Landau
Siegfried Landau (4 de septiembre de 1921, Berlín - 20 de febrero de 2007, Brushton, Nueva York) fue un director de orquesta y compositor estadounidense, nacido en Alemania. Era hijo de Ezequiel Landau, un rabino ortodoxo, y Helen (Grynberg) Landau. 

## Biografía
Realizó sus estudios musicales en los Conservatorios de Stern y Klindworth-Scharwenka, en Alemania. Su familia emigró a Londres en 1939. En 1940, Landau llegó a Nueva York y recibió clases de Pierre Monteux. En 1943, Landau se convirtió en miembro del cuerpo docente del New York College of Music. 
Landau fundó la Brooklyn Philharmonia (más tarde, conocida como Orquesta Filarmónica de Brooklyn) en 1955, una orquesta de músicos independientes, interpretando obras contemporáneas o poco conocidas. Ocupó el puesto de primer director musical en esta orquesta desde 1955 a 1971, cuando dimitió después de que la orquesta redujese su temporada debido a las dificultades financieras. Desde 1961 hasta 1981, fue director de la Music for Westchester Symphony (posteriormente, White Plains Simphony), hasta que dimitió debido a problemas con el consejo de administración en cuanto a la programación. Dirigió la Chattanooga Opera Association de 1960 a 1973. En Europa, fue director musical de la Orquesta Sinfónica de Westfalia de 1973 a 1975.
Entre las composiciones de Landau se incluye la música para teatro con coreografía, The Dybbuk, de Anna Sokolow. 
Landau se casó se casó en 1954 con Irene Gabriel. Tuvieron dos hijos, Robert y Peter. Landau y Gabriel se trasladaron en la década de 1970 a su residencia de Brushton, donde fallecieron en 2007 en un incendio que destruyó la casa. Sus hijos sobrevivieron.
- Datos: Q5556074